# 武吉加里尔
武吉加里爾（馬來語: Bukit Jalil）為马来西亚首都吉隆坡南郊一社區，距離市中心約20公里。武吉加里爾原先為一毗鄰大城堡（Sri Petaling）的大片荒地及垃圾場，於1992年開始定名，並发展成为國家體育中心，區內設有許多擁有奧林匹克標準的體育館，曾經承办1998年英联邦运动会及東南亞運動會，其中武吉加里爾國家體育場內可容纳100,000人。除了體育中心外，許多教育機構也進駐於此，包括亞太大學（APU；前稱APIIT）、國際醫藥大學（IMU）、金融培訓和管理服務環球學院（FTMS）和馬來西亞科技園（Technology Park Malaysia）。

## 歷史

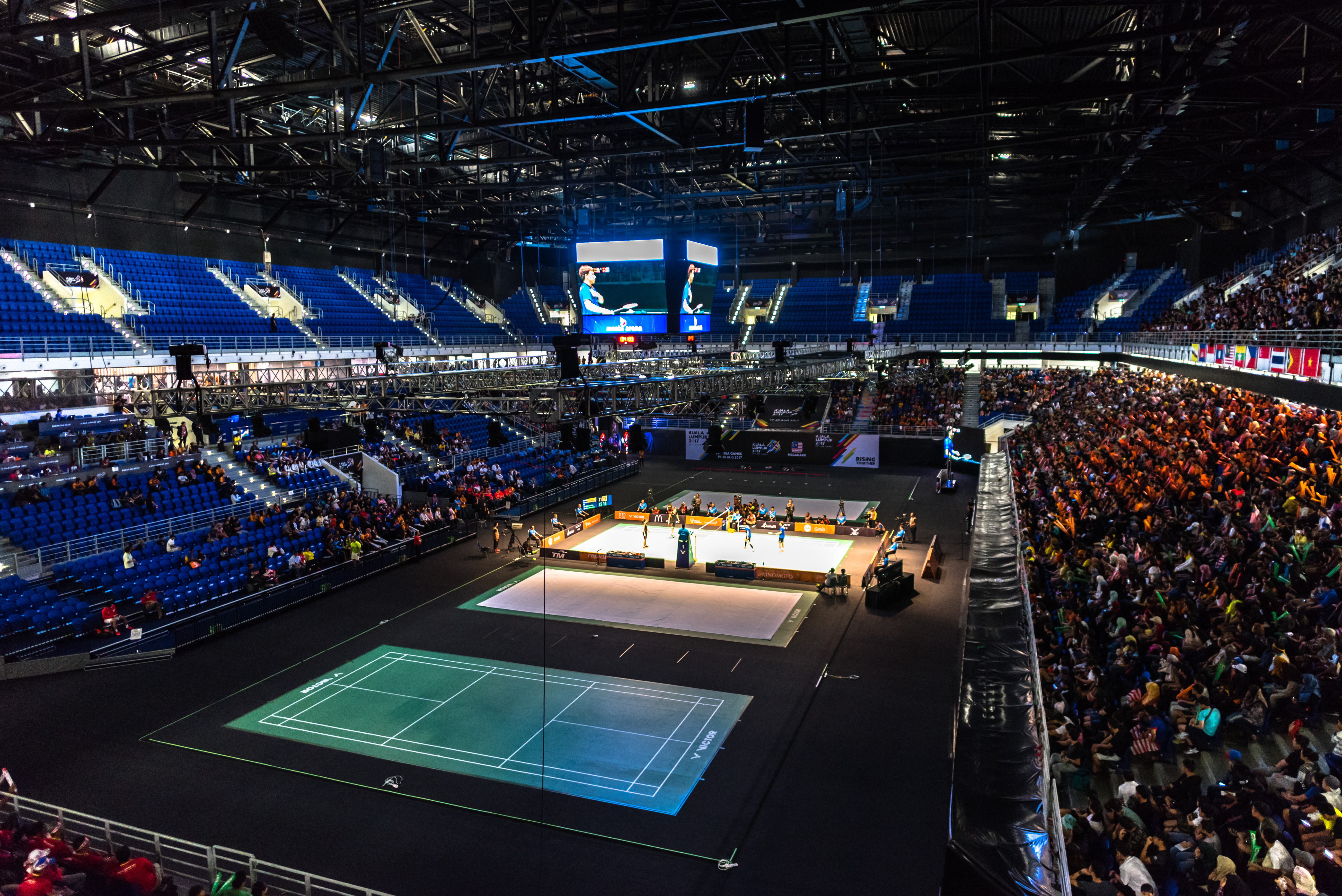
2017年東南亞運動會於武吉加里爾室內體育館舉辦羽球賽事之場景

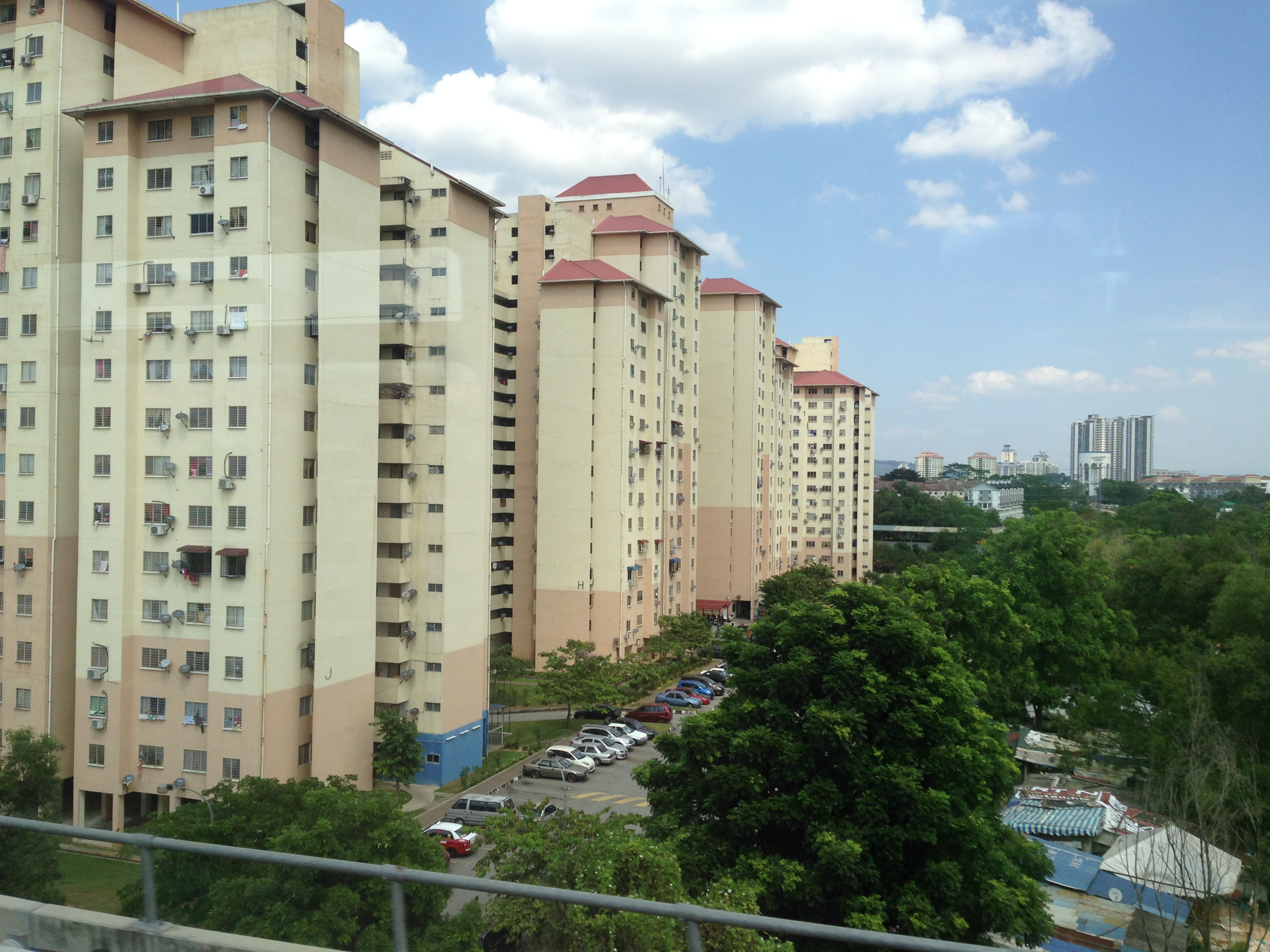
武吉加里爾的人民組屋，主要用於安置在吉隆坡市中心被拆除的非法木屋居民

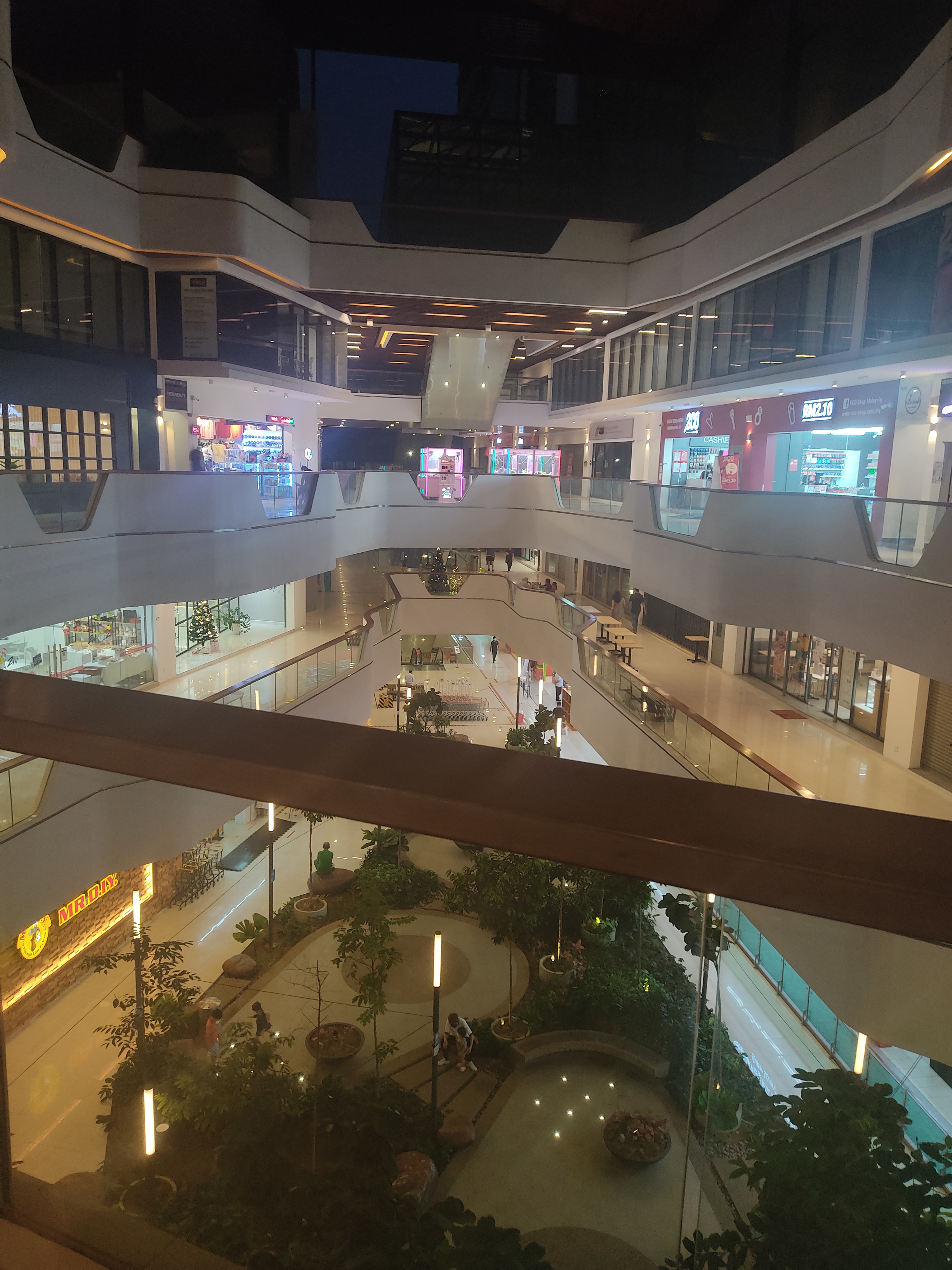
奥罗拉地点内部

武吉加里爾前身為橡膠種植園及垃圾掩埋場，在1992年，馬來西亞取得1998年第十六屆共和聯邦運動會的舉辦權，選定此區作為該運動賽事的主場地，陸續興建武吉加里爾國家體育場、室內體育館、國家曲棍球場、國家壁球中心、國家水上中心、網球中心、選手村、公園等各項設備，改變了這裡的命運。在共和聯邦運動會的舉辦後，這裡也陸續舉辦2001年東南亞運動會、英超亞洲盃、2007年亞足聯亞洲盃、2017年東南亞運動會等各項國際賽事，更是大大促進武吉加里爾的發展速度。各項賽事結束後，政府將選手村轉售給公眾，以及吉隆坡市政府在推動“零木屋計劃”時，在這裡建設多棟人民組屋，使得武吉加里爾的人口快速上漲。
早期武吉加里爾的產業發展主要集中在新街場大道（BESRAYA）及馬來西亞科技園一帶，目前因鄰近的蒲種、沙登、蕉賴等地發展逐漸飽和，加上許多新設的高速公路都有行經武吉加里爾，許多建商紛紛轉移陣地，在此處開發大型建案，公寓、排屋、工廠、學校、醫療機構等如雨後春筍般伫立。目前區內規模較大的大型開發案分別為武吉加里爾城市（Bukit Jalil City）、佰樂泰花園城市（Paradigm Garden City）等，奥罗拉地点（Aurora Place）则为该社区的新兴商业街。佔地超過180萬平方公尺，吉隆坡南部最大的商场－武吉加里爾柏威年广场（Pavilion Bukit Jalil）于2021年12月开张，为当地商业发展带来了活力。

## 宗教

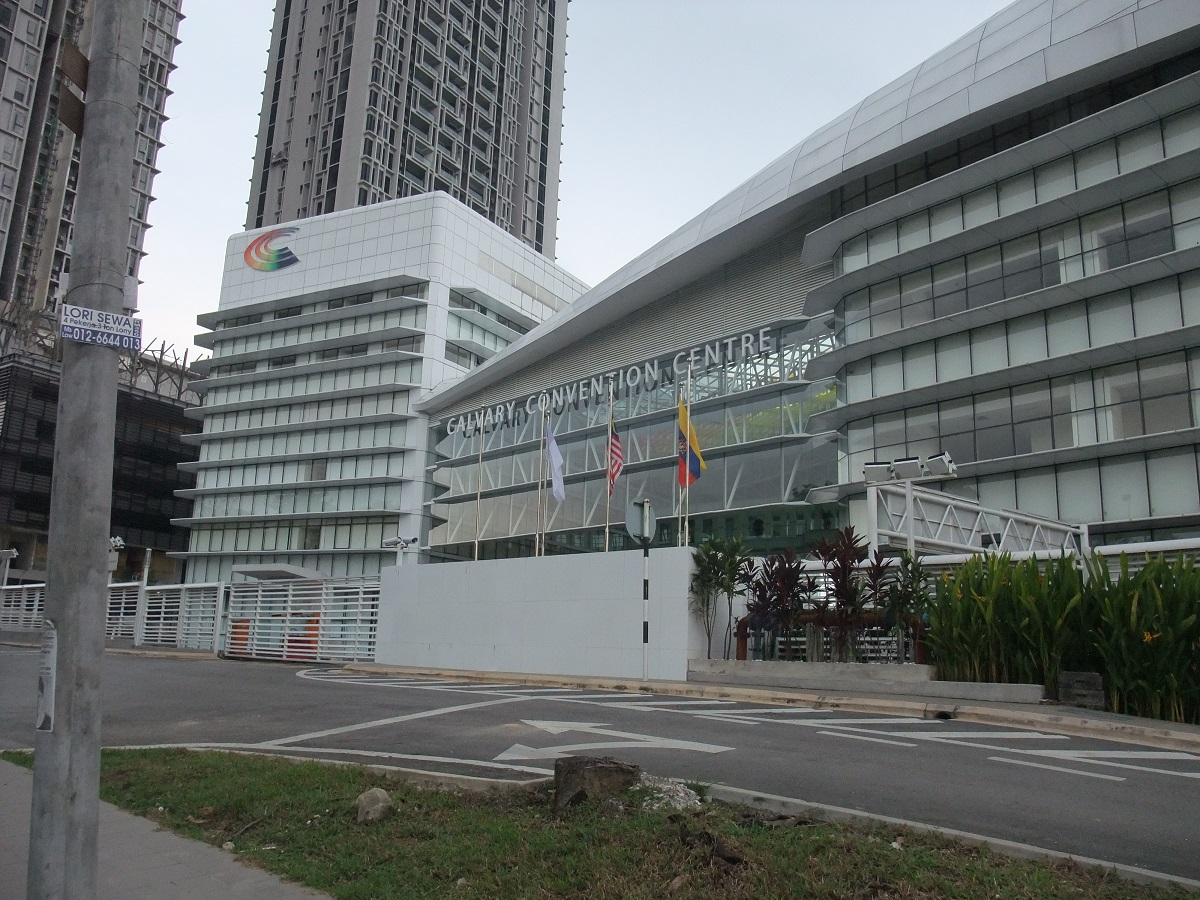
加略山會議中心

2013年3月，加略山教会（Calvary Chapel）在武吉加里爾建設東南亞最大的據點－加略山會議中心（Calvary Convention Center），佔地約5萬5千平方公尺，其主教堂可容納五千人以上，另包含AIM基督教學院（AIM Christian College）、圖書館、會議室等各項設備。在興建初期，因其規模過大，曾經面臨當地伊斯蘭社群的反彈聲浪。

## 綠地
佔地24萬平方公尺的武吉加里爾公園（Bukit Jalil Recreational Park）是吉隆坡南部最大的公園之一，除了擁有跑步道、野餐區、運動設施外，其最大的特色為公園內的各休息亭是依據世界各國的特色建築所建，其前方也有牌匾介紹是根據那個國家的文化所設計宛如一座小型的“國際花園”

## 教育
許多教育機構進駐於武吉加里爾，包括亞太大學（APU；前稱APIIT）、國際醫藥大學（IMU）、金融培訓和管理服務環球學院（FTMS）、武吉加里爾體育學校（BJSS）等。為了服務日趨增多的華人教育需求，原址於吉隆坡市中心安邦路（Jalan Ampang）的黎明華小，於2014年搬遷至此。
| 学校编号 | 地区       | 中文名称 | 马來文名称      | 邮政 编码 | 位置 | 津贴 制度 | 学生 数量 | 坐标                                        |
| -------- | ---------- | -------- | --------------- | --------- | ---- | --------- | --------- | ------------------------------------------- |
| WBC0128  | 武吉加里尔 | 黎明华小 | SJK(C) Lai Meng | 57000     | 市区 | 半津      | 2066      | 3°03′29″N 101°40′08″E / 3.0580°N 101.6690°E |

## 交通
武吉加里爾交通發達，許多高速公路都途經於此，透過高速公路可快速前往吉隆坡市中心、蕉賴、華聯花園、新街場、蒲種、沙登與布城等地，區內亦有輕快鐵大城堡線通過。
。2010年4月，因富都中環車站（Puduraya）關閉整修，而將武吉加里爾站的停車場作為臨時轉運站，直到2011年4月16日。

### 道路

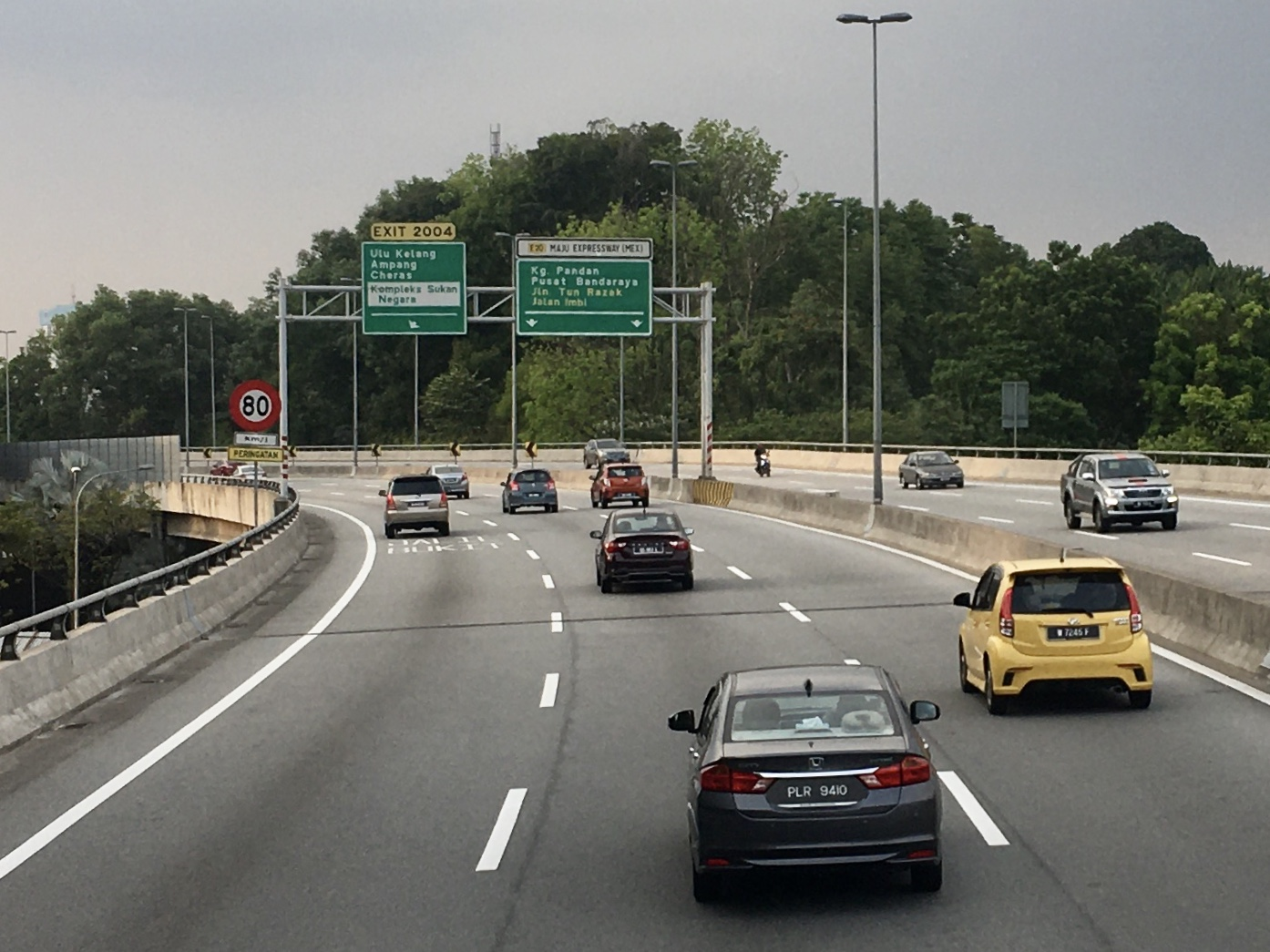
隆芙大道（KLS）武吉加里爾出口

許多高速公路與主要公路在此交匯，可透過不同道路通往其他地區，行經與此的道路分別有莎亚南大道（KESAS）、隆芙大道（KLS）、新街場大道（BESRAYA）、新班底大道（NPE）、隆布大道(MEX)、吉隆坡第二中環公路（MR2）等，主要聯外道路分別為：
- Bukit Jalil Highway （联邦公路编号：217）

→ 「武吉加里爾大道」，無收費站，连接白蒲大道
- Kesas Highway：

→ 「沙亞南大道」，有收費站，連接吉隆坡市區以及「Klang / 巴生」兩地。
- LDP Highway：

→ 「白蒲大道」，有收費站，连接「Damansara / 白沙羅」與「Puchong / 蒲種」兩地。

### 鐵路

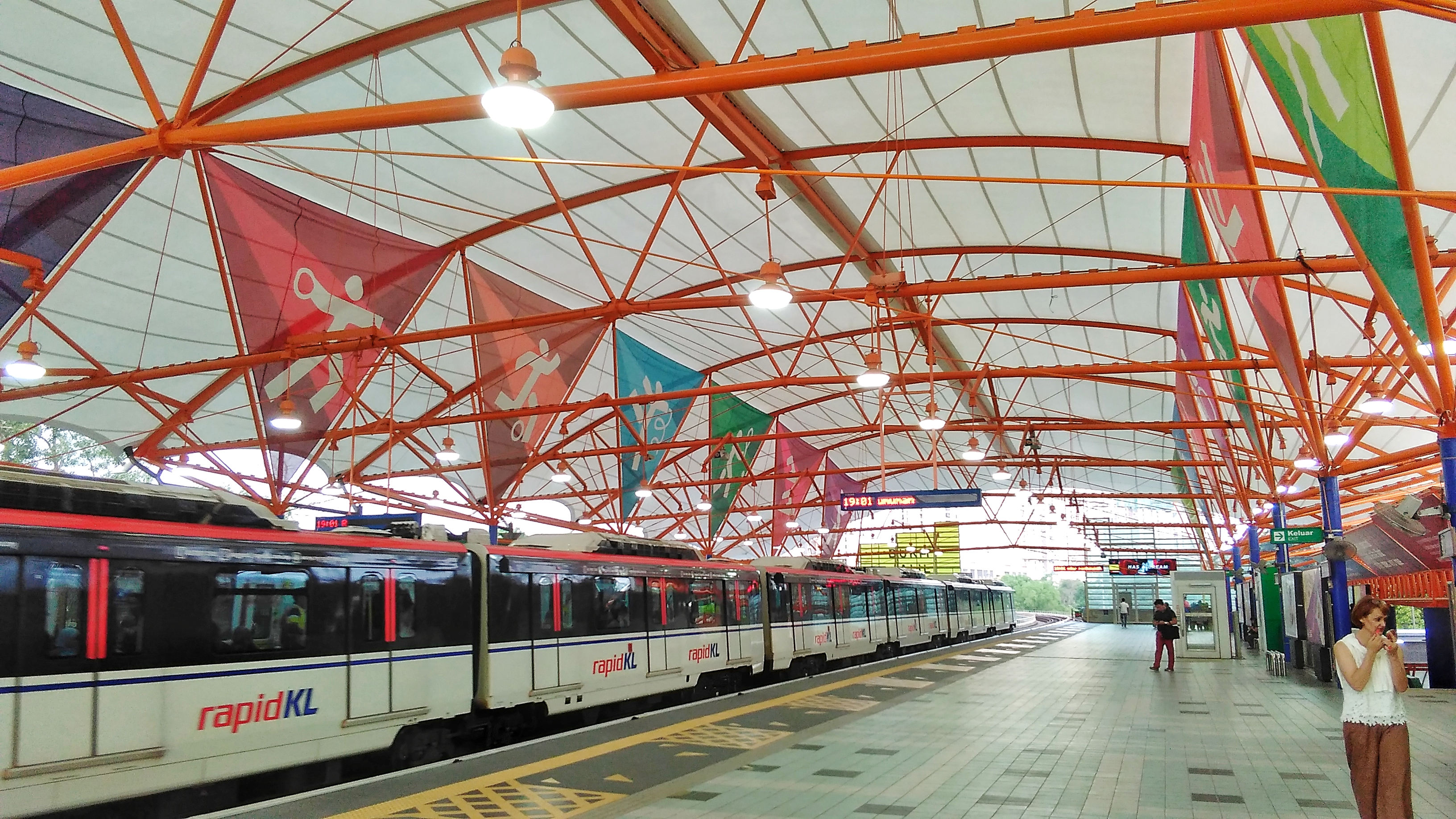
武吉加里爾站月台

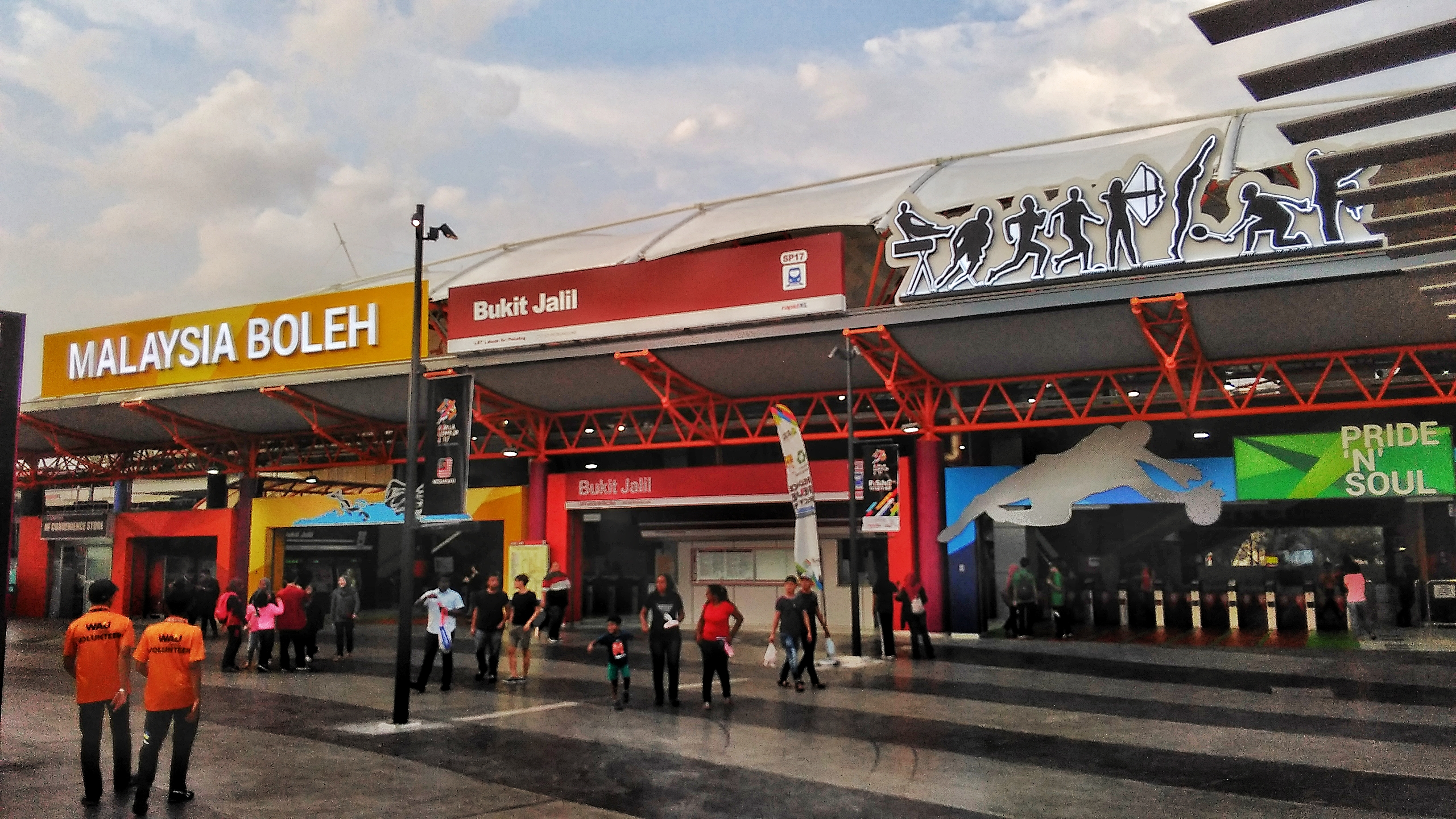
武吉加里爾站外觀

服務大城堡一帶的鐵路交通服務，主要為4 大城堡线的武吉加里爾站及大城堡站，但距離住宅區有一段距離。其中，1999年上映的好萊塢電影－將計就計（英語：Entrapment）的最後一幕就在武吉加里爾站的月台拍攝。2015年10月，4 大城堡线服務路線延長，鄰近武吉加里爾的阿旺柏沙站與親善站也隨即通車。另武吉加里爾居民可透過南湖鎮站，转乘1 芙蓉线、6 吉隆坡机场快线及7 吉隆坡机场支线。
| 車站編號 | 車站名称     | 原文名       | 车站服务   |
| -------- | ------------ | ------------ | ---------- |
| SP17     | 武吉加里爾站 | Bukit Jalil  | 4 大城堡线 |
| SP18     | 大城堡站     | Sri Petaling | 4 大城堡线 |
| SP19     | 阿旺柏沙站   | Awan Besar   | 4 大城堡线 |
| SP20     | 親善站       | Muhibbah     | 4 大城堡线 |